# Presidencia de la Plaza (departamento)
Presidencia de la Plaza é um departamento da Argentina, localizado na província do Chaco.